# Flassan
Flassan är en kommun i departementet Vaucluse i regionen Provence-Alpes-Côte d'Azur i sydöstra Frankrike. Kommunen ligger i kantonen Mormoiron som tillhör arrondissementet Carpentras. År 2022 hade Flassan 455 invånare.

## Befolkningsutveckling
Antalet invånare i kommunen Flassan
| Referens: INSEE |